# Primeiro-ministro das Bahamas
O primeiro-ministro das Bahamas é o chefe de governo das Bahamas, cargo atualmente ocupado por Philip Davis. Foi empossado como tal em 17 de setembro de 2021. Aqui estão relacionado os chefes de Governo desde a autonomia em 1955.

## Chefes de Governo das Bahamas
| Incumbente                                      | Incumbente                             | Incumbente                             | Mandato                                | Mandato                                | Partido                                | Monarca                                |
| Incumbente                                      | Incumbente                             | Incumbente                             | Início                                 | Fim                                    | Partido                                | Monarca                                |
| Ministro-chefe das Bahamas (1955-1964)          | Ministro-chefe das Bahamas (1955-1964) | Ministro-chefe das Bahamas (1955-1964) | Ministro-chefe das Bahamas (1955-1964) | Ministro-chefe das Bahamas (1955-1964) | Ministro-chefe das Bahamas (1955-1964) | Ministro-chefe das Bahamas (1955-1964) |
| ----------------------------------------------- | -------------------------------------- | -------------------------------------- | -------------------------------------- | -------------------------------------- | -------------------------------------- | -------------------------------------- |
| 1                                               |                                        | Roland Theodore Symonette              | 1955                                   | 7 de janeiro de 1964                   | Partido Unificado das Bahamas          | Isabel II                              |
| Premiês das Bahamas (1964-1973)                 |                                        |                                        |                                        |                                        |                                        |                                        |
| 1                                               |                                        | Roland Theodore Symonette              | 7 de janeiro de 1964                   | 16 de janeiro de 1967                  | Partido Unificado das Bahamas          | Isabel II                              |
| 2                                               |                                        | Lynden Pindling                        | 16 de janeiro de 1967                  | 10 de maio de 1969                     | Partido Liberal Progressista           | Isabel II                              |
| Primeiros-ministros das Bahamas (1973-presente) |                                        |                                        |                                        |                                        |                                        |                                        |
| 3                                               |                                        | Lynden Pindling                        | 10 de maio de 1969                     | 21 de agosto de 1992                   | Partido Liberal Progressista           | Isabel II                              |
| 4                                               |                                        | Hubert Ingraham                        | 21 de agosto de 1992                   | 3 de maio de 2002                      | Movimento Nacional Livre               | Isabel II                              |
| 5                                               |                                        | Perry Christie                         | 3 de maio de 2002                      | 4 de maio de 2007                      | Partido Liberal Progressista           | Isabel II                              |
| (4)                                             |                                        | Hubert Ingraham                        | 4 de maio de 2007                      | 8 de maio de 2012                      | Movimento Nacional Livre               | Isabel II                              |
| (5)                                             |                                        | Perry Christie                         | 8 de maio de 2012                      | 11 de maio de 2017                     | Partido Liberal Progressista           | Isabel II                              |
| 6                                               |                                        | Hubert Minnis                          | 11 de maio de 2017                     | 17 de setembro de 2021                 | Movimento Nacional Livre               | Isabel II                              |
| 7                                               |                                        | Philip Edward Davis                    | 17 de setembro de 2021                 | presente                               | Partido Liberal Progressista           | Isabel II                              |